# Michael North

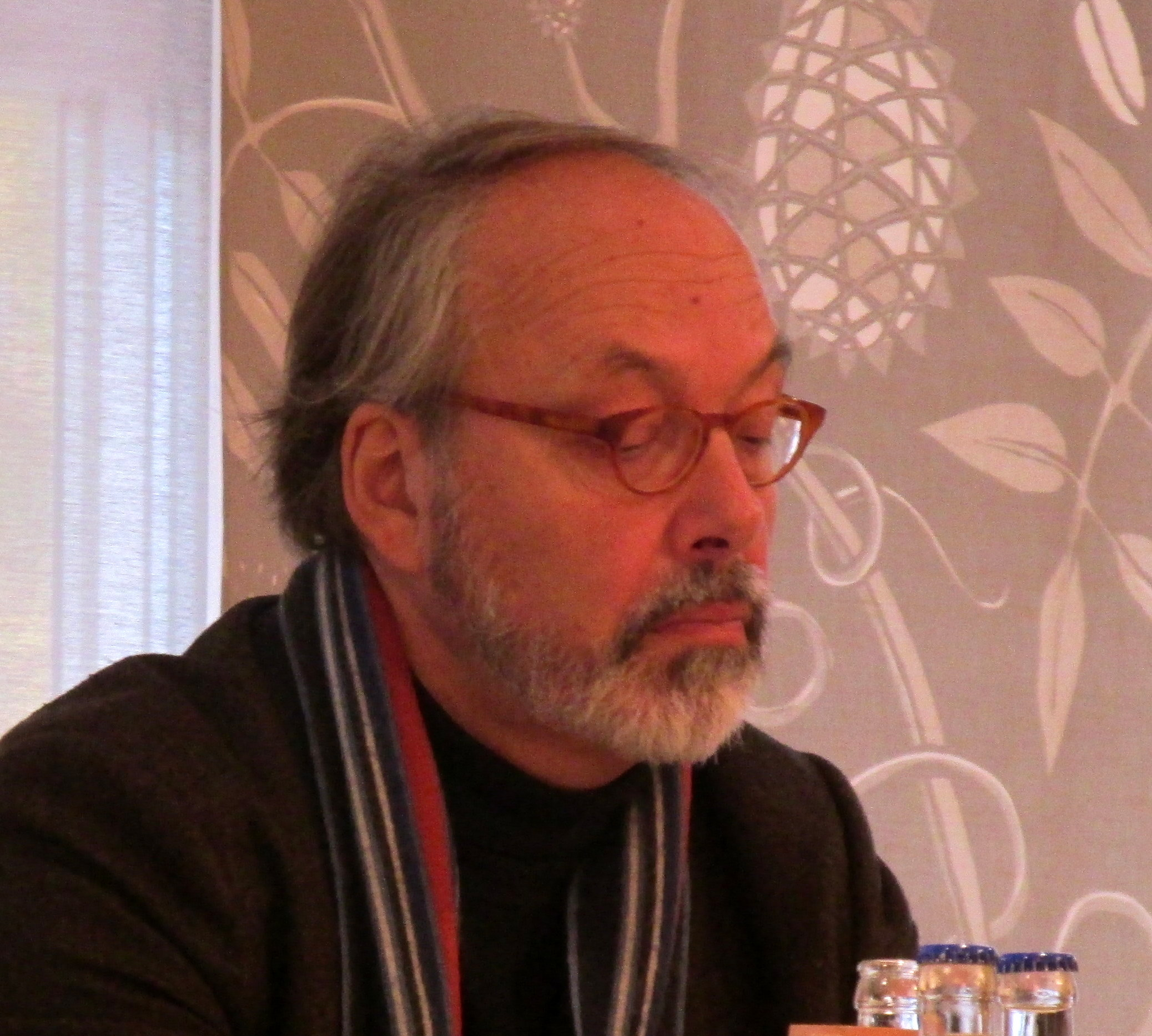
Michael North (2014)

Michael North (* 29. Mai 1954 in Gießen) ist ein deutscher Historiker.

## Leben
Michael North studierte Osteuropäische Geschichte, Mittlere und Neuere Geschichte sowie Slawistik. Er wurde 1979 in Gießen promoviert. Seine von Herbert Ludat angeregte Dissertation von 1982 hatte das Thema Die Amtswirtschaften von Osterode und Soldau. Vergleichende Untersuchungen am Beispiel des Herzogtums Preußen in der zweiten Hälfte des 16. und in der ersten Hälfte des 17. Jahrhunderts.
Anschließend war er im wissenschaftlichen Museumsdienst in Hamburg und Kiel tätig und nahm Lehrstuhlvertretungen an den Universitäten Hamburg, Kiel, Bielefeld und Rostock wahr. Im Jahr 1988 habilitierte er sich in Kiel mit der Arbeit Geldumlauf und Wirtschaftskonjunktur im südlichen Ostseeraum an der Wende zur Neuzeit (1440–1570).
Von September 1995 bis zu seiner Pensionierung im März 2023 war er Inhaber des Lehrstuhls für Allgemeine Geschichte der Neuzeit an der Universität Greifswald; er war von 2006 bis 2007 zudem Prodekan der Philosophischen Fakultät sowie von 2007 bis 2010 Prorektor der Ernst-Moritz-Arndt-Universität. Zu seinen Forschungsschwerpunkten im Rahmen der Geschichte Europas zählen insbesondere die Geschichte der Niederlande, die Geschichte des Ostseeraums, die Geld- und Bankengeschichte, Kommunikation sowie Kunstmärkte und -sammlungen. Für die Enzyklopädie deutscher Geschichte veröffentlichte er 2000 einen Band über Kommunikation, Handel, Geld und Banken in der frühen Neuzeit.
North war Sprecher des DFG-Graduiertenkollegs 619 „Kontaktzone Mare Balticum: Fremdheit und Integration im Ostseeraum“ (2000 bis 2009) und ist ab 2009 Sprecher des Internationalen DFG-Graduiertenkollegs 1540/1 „Grenzräume in der Ostseeregion: Der Wandel kultureller und mentaler Grenzen im Ostseeraum“ der Universität Greifswald mit der Universität Lund (Schweden) und der Universität Tartu (Estland). Seit 2012 ist er Mitglied der Academia Europaea. Die Universität Tartu verlieh ihm im Dezember 2014 für seine Arbeiten auf dem Gebiet der Wirtschafts- und Sozialgeschichte die Ehrendoktorwürde. Mit dieser Verleihung wurde auch die Zusammenarbeit der beiden Universitäten gewürdigt. Im Jahr 2016 lehnte er einen Ruf an das Institute of Advanced Study der Universität Helsinki ab. Ende April 2020 wurde ihm die Ehrendoktorwürde der Universität Stettin verliehen. Damit wurden insbesondere seine Beiträge zur europäischen Geschichte und vor allem zur Geschichte des Ostseeraumes gewürdigt.
North gehört den wissenschaftlichen Beiräten des Instituts für bankhistorische Forschung in Frankfurt am Main sowie des Instituto Internazionale di Storia Economica „Francesco Datini“ in Prato an. North ist Mitglied in der Historischen Kommission für ost- und westpreußische Landesforschung, Beirat im Alfried Krupp Wissenschaftskolleg Greifswald und Mitglied im Hansischen Geschichtsverein.

## Schriften (Auswahl)
Monografien
- Das goldene Zeitalter global. Die Niederlande im 17. und 18. Jahrhundert. Böhlau, Wien u. a. 2021, ISBN 978-3-412-50513-4.
- Zwischen Hafen und Horizont. Weltgeschichte der Meere (= C.H. Beck Paperback. Band 6252). Beck, München 2016, ISBN 978-3-406-69839-2 (Rezension).
- Geschichte der Ostsee. Handel und Kulturen (= Beck’sche Reihe. Bd. 6005). Beck, München 2011, ISBN 978-3-406-62182-6.
- Kleine Geschichte des Geldes. Vom Mittelalter bis heute. Beck, München 2009, ISBN 978-3-406-58451-0.
- Kommunikation, Handel, Geld und Banken in der frühen Neuzeit (= Enzyklopädie deutscher Geschichte. Bd. 59). Oldenbourg, München 2000, ISBN 3-486-56477-3.
- Geschichte Mecklenburg-Vorpommerns (= Beck’sche Reihe. Bd. 2608). Beck, München 2008, ISBN 978-3-406-57767-3.
- Genuss und Glück des Lebens. Kulturkonsum im Zeitalter der Aufklärung. Böhlau, Köln u. a. 2003, ISBN 3-412-11003-5.
- Geschichte der Niederlande (= Beck’sche Reihe. Bd. 2078). Beck, München 1997, ISBN 3-406-41878-3 (4., durchgesehene und aktualisierte Auflage. ebenda 2013, ISBN 978-3-406-65338-4).
- Die Amtswirtschaften von Osterode und Soldau. Vergleichende Untersuchungen zur Wirtschaft im frühmodernen Staat am Beispiel des Herzogtums Preußen in der zweiten Hälfte des 16. und in der ersten Hälfte des 17. Jahrhunderts (= Osteuropastudien der Hochschulen des Landes Hessen. Reihe 1: Gießener Abhandlungen zur Agrar- und Wirtschaftsforschung des europäischen Ostens. Bd. 118). Duncker & Humblot, Berlin 1982, ISBN 3-428-05289-7 (Zugleich: Gießen, Universität, Dissertation, 1979).

Herausgeberschaften
- mit Kathrin Baumstark, Franz W. Kaiser: Die Geburt des Kunstmarktes. Rembrandt, Ruisdael, Van Goyen und die Künstler des Goldenen Zeitalters. Hirmer, München 2017, ISBN 978-3-7774-2907-6.
- mit Robert Riemer: Das Ende des Alten Reiches im Ostseeraum. Wahrnehmungen und Transformationen. Böhlau, Köln u. a. 2008, ISBN 978-3-412-20108-1.
- Deutsche Wirtschaftsgeschichte. 2., völlig überarbeitete und aktualisierte Auflage. Beck, München 2005, ISBN 3-406-50266-0.
- mit Martin Krieger: Land und Meer. Kultureller Austausch zwischen Westeuropa und dem Ostseeraum in der frühen Neuzeit. Böhlau, Köln u. a. 2004, ISBN 3-412-17703-2.
- mit Nils Jörn: Die Integration des südlichen Ostseeraumes in das alte Reich (= Quellen und Forschungen zur höchsten Gerichtsbarkeit im Alten Reich. Bd. 35). Böhlau, Köln u. a. 2000, ISBN 3-412-09900-7.
- Kommunikationsrevolutionen. Die neuen Medien des 16. und 19. Jahrhunderts (= Wirtschafts- und sozialhistorische Studien. Bd. 3). Böhlau, Köln 1995, ISBN 3-412-04201-3 (2. Auflage. ebenda 2001).
- Geldumlauf, Währungssysteme und Zahlungsverkehr in Nordwesteuropa 1300–1800. Beiträge zur Geldgeschichte der späten Hansezeit (= Quellen und Darstellungen zur hansischen Geschichte. NF  Bd. 35). Böhlau, Köln u. a. 1989, ISBN 3-412-00489-8.